# Saint-Flavy
Saint-Flavy é uma comuna francesa na região administrativa de Grande Leste, no departamento de Aube. Estende-se por uma área de 17,24 km². Em 2010 a comuna tinha 292 habitantes (densidade: 16,9 hab./km²).